# Borneacanthus paniculatus
Borneacanthus paniculatus är en akantusväxtart som beskrevs av Cornelis Eliza Bertus Bremekamp. Borneacanthus paniculatus ingår i släktet Borneacanthus och familjen akantusväxter. Inga underarter finns listade i Catalogue of Life.